# Hawkesiophyton breviflorum
Hawkesiophyton breviflorum là loài thực vật có hoa trong họ Cà. Loài này được (Dunal) Hunz. mô tả khoa học đầu tiên năm 1977.